# 黃睿麒
黃睿麒（英語：Kirin Huang，1978年7月12日—），臺灣企業家，現為唄粉智能（ShellFans AI）創辦人與負責人。他曾任職於資訊產業多年，參與企業平台系統整合與資訊安全建構，近年轉向投入社群創作者數位資產保護領域。

## 生平
黃睿麒於1978年7月12日出生於臺灣基隆市，大學就讀於朝陽科技大學資訊管理系。

## 職業生涯
2024年，黃睿麒創立唄粉智能科技（ShellFans AI），從事社群平台資料備份的應用開發。其創業動機源於觀察許多內容創作者帳號被異常停權而求助無門，因此希望打造一套獨立於平台的備份機制，提升資料可攜性與主導權。

## 社會貢獻

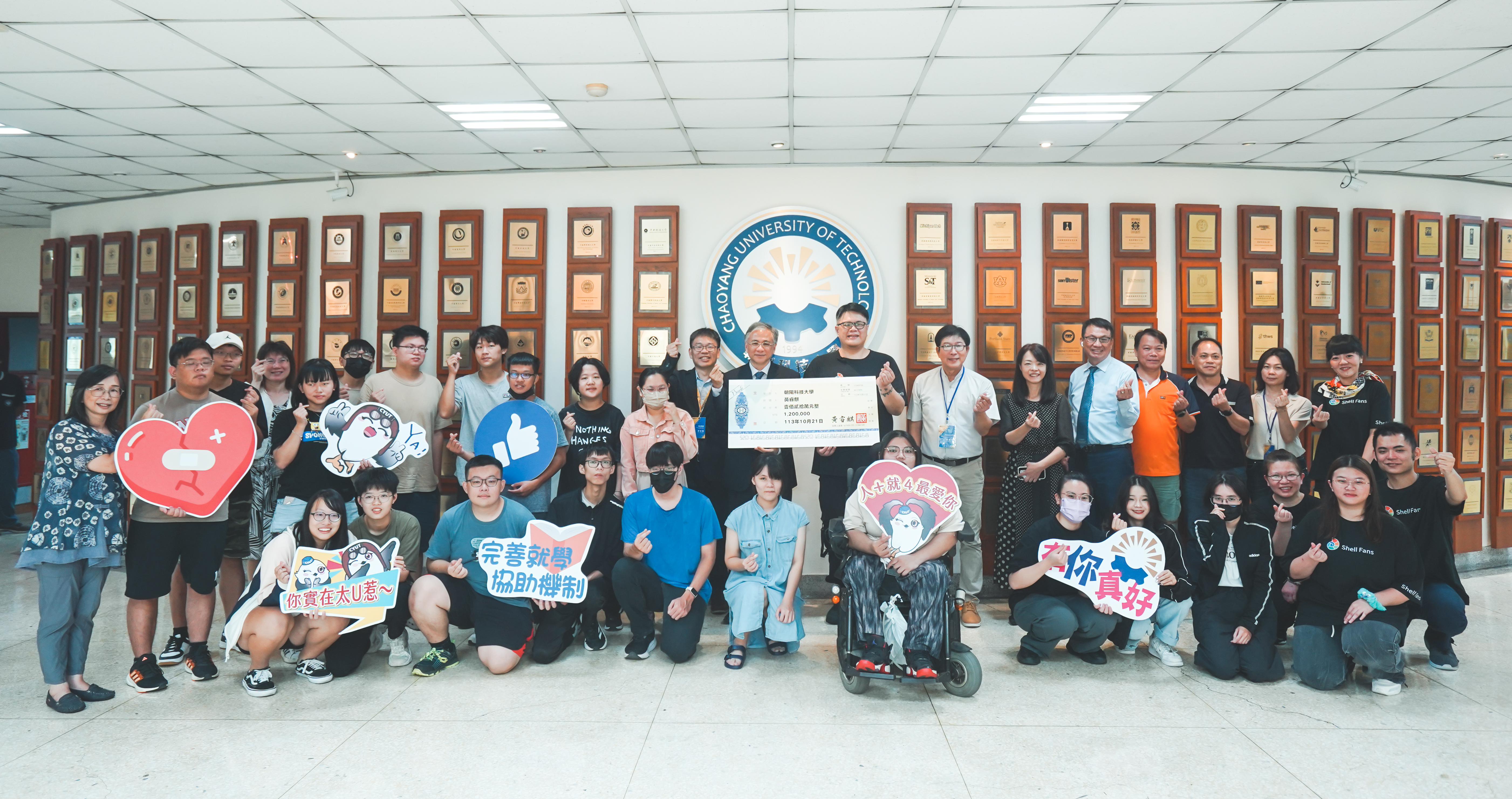
黃睿麒捐贈百萬回饋母校

2024年，黃睿麒捐贈120萬元新台币予母校朝陽科技大學，用於助學金與教學資源設施改善。 根據媒體報導，他在活動中提及求學期間曾獲資源中心教師李麗溫協助，因而希望透過捐贈回饋母校支持。

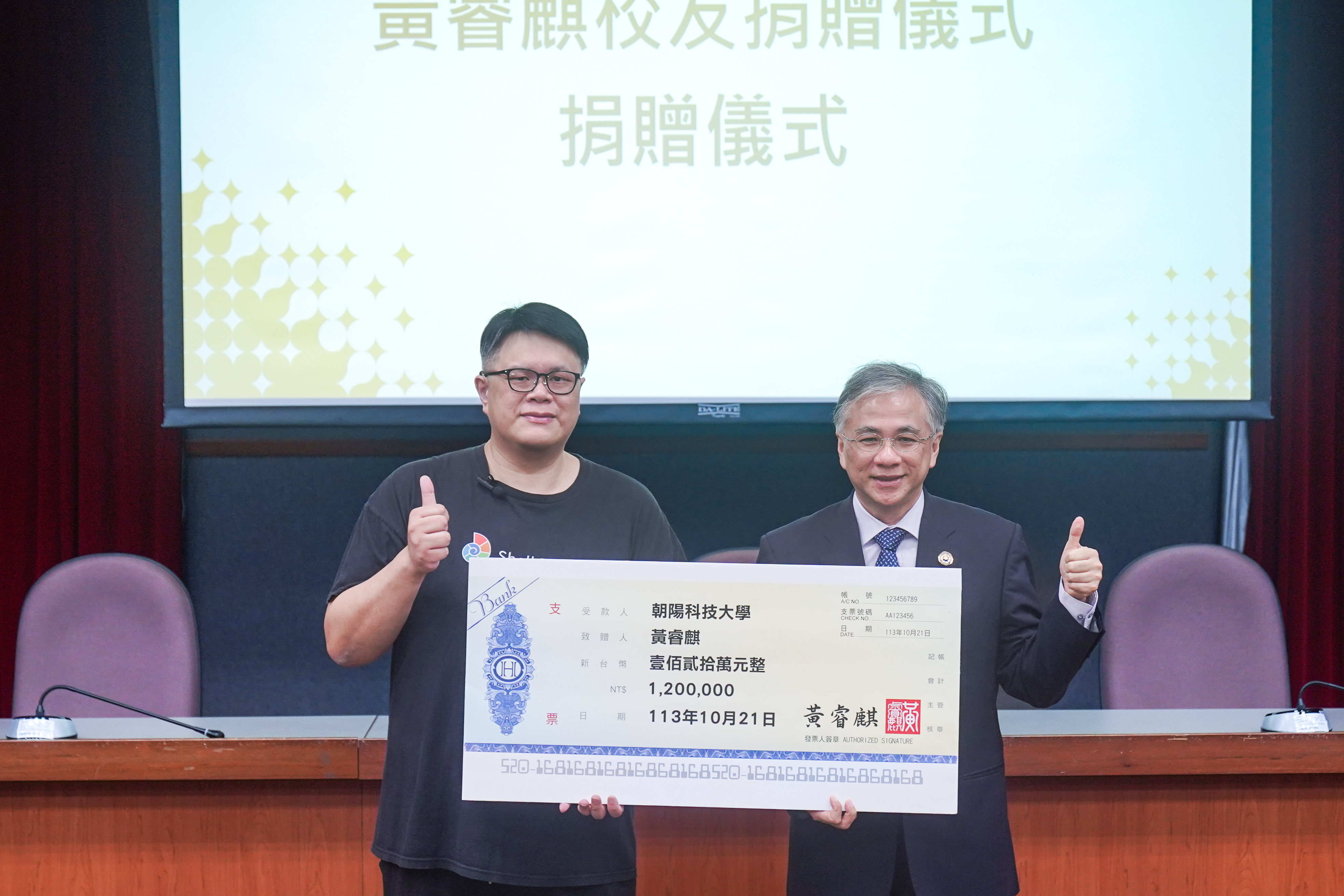
黃睿麒捐贈百萬回饋母校

## 外部連結
- 唄粉官方網站